# Campeonato Maranhense de Futebol de 1978
O Campeonato Maranhense de Futebol de 1978 foi a 57º edição da divisão principal do campeonato estadual do Maranhão. O campeão foi o Sampaio Corrêa que conquistou seu 15º título na história da competição. O artilheiro do campeonato foi Riba, jogador do Maranhão, com 12 gols marcados.

## Premiação
| Campeonato Maranhense de 1978       |
| São Luís                            |
| ----------------------------------- |
| Sampaio Corrêa Campeão (15º título) |